# سيد إميري
سيد إميري (15 أكتوبر 1885 - 7 يناير 1967) (بالإنجليزية: Sid Emery)‏ هو لاعب كريكت أسترالي. شارك مع منتخب أستراليا الوطني للكريكت.

## وصلات خارجية
- سيد إميري على موقع إي آس بي آن كريك إنفو (الإنجليزية)